# Panchira
Panchira (パンチラ?) è un'espressione usata dai giapponesi per avvisare che la biancheria intima è visibile; il termine è quindi simile alla frase "si vedono le mutande". La parola è una fusione delle due parole panty (パンティー?, pantī), che significa "mutanda", e chira (チラ?), l'onomatopea in giapponese per indicare una occhiata.
Nel contesto anime e manga, panchira si riferisce in genere a una convenzione visiva usata da artisti e animatori giapponesi a partire dagli anni '60. Secondo fonti giapponesi, la convenzione sarebbe iniziata con la striscia a fumetti Sazae-san, di Machiko Hasegawa. Questa convenzione venne adottata anche in televisione, con l'adattamento di Astro Boy prodotto da Osamu Tezuka. 
Panchira assunse elementi maggiormente feticisti all'inizio degli anni '70. Da allora panchira venne associato all'umore sessuale che con il tempo sarebbe diventato una parte importante dell'animazione giapponese (per esempio ecchi e fanservice). Attualmente il panchira è particolarmente presente nei manga shōnen.

## Origini
Lo sviluppo del panchira nella cultura popolare giapponese è stato analizzato da alcuni scrittori statunitensi e giapponesi. Molti osservatori hanno collegato questo fenomeno alla occidentalizzazione del Giappone dopo la seconda guerra mondiale. Durante l'occupazione statunitense i costumi, le idee e i media che prima erano sconosciuti in Giappone furono importati; questo fece in modo che alcuni tabù venissero considerati meno proibiti. 
La copertura mediatica riguardo alla scena iconica con Marilyn Monroe contribuì all'aumento della popolarità del panchira. Secondo Shoichi Inoue, la pratica di lanciare occhiate sulla biancheria intima delle giovani donne diventò molto popolare in questo periodo.
Alla fine degli anni '60, il panchira si era diffuso nella industria dei fumetti e i mangaka, come Gō Nagai, iniziarono a esplorare il concetto nei manga  indirizzati a un pubblico shōnen.

## Studi accademici
Ci sono alcuni studi focalizzati sul fenomeno panchira. Da una prospettiva tipicamente occidentale, il panchira è caratterizzato dalla stereotipazione inerente alla cultura patriarcale.